# Station Pasar Senen
Pasar Senen is een spoorwegstation in de Indonesische hoofdstad Jakarta en is na Station Gambir het grootste station van Jakarta.

## Bestemmingen
Eksekutif klas:
- Bangunkarta naar Station Jombang via de lijn Tawang-Solo

Ekbis klas:
- Gumarang  naar Station Surabaya Pasarturi
- Sawunggalih  naar Station Kutuarjo

Bisnis klas:
- Fajar Utama Semarang  naar Station Semarang Tawang
- Fajar Utama Yogyakarta  naar Station Yogyakarta
- Senja Utama Semarang  naar Station Semarang Tawang
- Senja Utama Solo  naar Station Solo Balapan
- Senja Utama Yogyakarta  naar Station Yogyakarta

Ekonomi  klas:
- Gaya Baru Malam Selatan  naar Station Surabaya Gubeng
- Kertajaya  naar Station Surabaya Pasarturi
- Matarmaja  naar Station Malang
- Progo naar Station Lempuyangan
- Serayu  naar Station Kroya via Station Bandung
- Tawang Jaya  naar Station Semarang Poncol
- Tegal Arum  naar Station Tegal

Ancol ·
Angke ·
Bojong Indah ·
Buaran ·
Cakung ·
Cawang ·
Cikini ·
Cipinang ·
Duren Kalibata ·
Duri ·
Gambir ·
Gang Sentiong ·
Gondangdia ·
Jakarta Kota ·
Jatinegara ·
Jayakarta ·
Juanda ·
Kalideres ·
Kampung Bandan ·
Karet ·
Kebayoran ·
Kemayoran ·
Klender ·
-Baru ·
Kramat ·
Lenteng Agung ·
Manggarai ·
Mangga Besar ·
Palmerah ·
Pasar Minggu ·
-Baru ·
Pasar Senen ·
Pesing ·
Rajawali ·
Rawa Buaya ·
Pondokjati ·
Sawah Besar ·
Sudirman ·
Tanahabang ·
Tanjung Barat ·
Tanjung Priok ·
Tebet ·
Universitas Pancasila